# U (film)
Pour les articles homonymes, voir U.
Pour plus de détails, voir Fiche technique et Distribution.
U est un film d'animation français réalisé par Serge Élissalde et Grégoire Solotareff, sorti en 2006. C'est une comédie sentimentale évoquant l'adolescence, les relations humaines, l'amitié et la découverte de l'amour. Le film emploie la technique du dessin animé avec des décors à l'aquarelle. Il est ponctué de quelques chansons de Sanseverino.

## Synopsis
Dans un monde imaginaire, une jeune adolescente nommée "princesse Mona" vit chez ses parents adoptifs, Goomi et Monseigneur, une vieille ratte et son fils, un rat mâle ventru, tous deux aigris et méchants. Ils habitent dans un vieux manoir taillé dans la pierre, sur une falaise au bord de la mer, à proximité d'une forêt luxuriante et multicolore. Lassée par ces parents peu amènes, Mona, qui ne rêve que d'amis et d'amours, dépérit. Un jour, elle voit apparaître dans sa demeure une petite licorne blanche aux yeux bleus prénommée U, qui vient pour l'aider. U devient la première amie de Mona, qui lui confie ses questionnements plus ou moins profonds ou futiles sur son corps, sa beauté, l'amour, l'avenir. 
Quelque temps après, U et Mona rencontrent les Wéwés, une famille de musiciens venue s'installer dans les environs. Ils sont menés par Baba et Mama, un couple de lapins, mais le groupe comprend également Lazare (un lézard vert courtaud au nez énorme), Rouge (un loup violoniste), Mimi (une souris) et un chat guitariste mélancolique dénommé Kulka. Dès lors, U encourage Mona à s'épanouir en se liant d'amitié avec les nouveaux venus, tandis que Monseigneur et surtout Goomi les considèrent avec méfiance. Un jeu complexe de relations se met alors en branle. Mona est vite attirée par Kulka, mais ce dernier ne laisse pas U indifférente non plus, alors même que la jeune licorne s'est vite liée d'amitié avec Lazare. Monseigneur, de son côté, se met à fréquenter les artistes et commence vite à flirter avec Mama, mais celle-ci est déjà mariée. L'affection soudaine de Monseigneur pour des étrangers a le don d'agacer prodigieusement Goomi, car son fils semble échapper peu à peu à son contrôle, et elle ne tarde pas à commencer à comploter pour chasser les Wéwés. Le bouillonnement des sentiments au sein du petit groupe est l'occasion pour plusieurs des personnages adolescents de découvrir des sentiments nouveaux ainsi que la sensualité. L'amitié entre Mona et U n'est pas seulement menacée par leur possible rivalité, mais aussi par le fait qu'U n'est présente aux côtés de la jeune chienne que pour un temps limité : dès lors que Mona se sent plus épanouie, il est temps pour U de repartir.

## Fiche technique

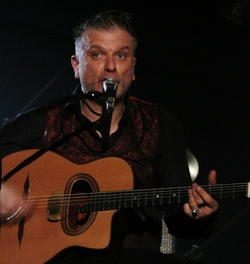
Sanseverino (ici en concert en 2008) signe la musique et les chansons du film.

- Réalisation et story-board : Serge Élissalde (assistant réalisateur : Pierre Volto)
- Scénario, création graphique et décors : Grégoire Solotareff
- Musique et chansons : Sanseverino
- Production : Valérie Schermann et Christophe Jankovic
- Société de production : Prima Linea Productions
- Studio d'animation : 2d3D Animations / Borisfen-Lutece (Ukraine, Directeur d'animation: Thomas Digard)
- Son : Bruno Seznec et Jean-Marc Lentretien
- Montage : Céline Kelepikis
- Pays d'origine :  France
- Langue originale : français
- Durée : 75 minutes (1h15)
- Date de sortie :
  - France : 11 octobre 2006

## Distribution

### Voix originales
- Vahina Giocante : U, douce licorne venue aider Mona
- Isild Le Besco : Mona, jeune princesse chienne, fille adoptive de Monseigneur et Goomi
- Sanseverino  : Kulka Wéwé, chat guitariste qui tombe amoureux de Mona
- Guillaume Gallienne : Lazare Wéwé, lézard bavard, bon ami de U
- Jean-Claude Bolle-Reddat : Monseigneur, rat âgé, fils de Goomi qu'il redoute, grincheux mais gentil
- Marie-Christine Orry : Goomi, rate acariâtre à la voix odieuse
- Bernard Alane : Baba, lapin, le compagnon de Mama, le "père" des Wéwés
- Bernadette Lafont : Mama, lapine, la "mère" des Wéwés, dont les riches "appâts" attirent Monseigneur
- Maud Forget : Mimi Wéwé, souris, la "sœur" de Kulka, Rouge et Lazare
- Artus de Penguern : Rouge Wéwé, loup violoniste

## Conception du film
Pour la musique du film, les deux réalisateurs contactent le studio de production pour évoquer le sujet et mentionnent Sanseverino dont ils apprécient la musique. L'artiste n'est contacté au départ que pour composer une chanson originale ; il répond ne pas avoir le temps et se contente dans un premier temps de modifier l'une de ses chansons, le Swing du nul, pour l'adapter au film. Cependant, au fil des discussions, Sanseverino s'intéresse de plus en plus au projet. Il accepte de composer des morceaux instrumentaux que joueront les personnages musiciens du film. Mais il commence aussi à noter des idées de compositions qui pourraient intégrer la musique "off" (la bande originale du film non jouée par des personnages visibles à l'écran). Il demande finalement aux réalisateurs de le laisser composer toute la musique du film et les premières images qu'il en voit achèvent de le convaincre. Sanseverino compose ainsi finalement toute la musique du film, et assure en plus la voix de doublage française du personnage de Koulka.

## Accueil critique
Lors de sa sortie en France, U reçoit un excellent accueil dans la presse. Le site Allociné confère au film une note moyenne de 4,3 sur 5, fondée sur 20 critiques parues dans la presse généraliste ou spécialisée.
Dans Le Monde, Jacques Mandelbaum voit dans le film « un mélange particulièrement enlevé, et donc particulièrement rare, d'intelligence, de sensibilité et de drôlerie ». Il en apprécie l'univers « totalement original », le ton « résolument poétique » et la façon dont l'ensemble élabore « un conte qui se fixe à lui-même ses propres lois et n'en rend compte devant le spectateur qu'au titre de la joie et de la liberté d'inventer ». Pour Ouest France, le film est « à la fois magique et intelligent, original et malin, inventif et drôle ». Dans L'Humanité, Vincent Ostria est convaincu en particulier par « le naturel des dialogues, qui détonent par rapport aux habitudes du genre ». Dans Télérama, Cécile Mury estime que « tous ces héros sonnent juste parce que le dessin est habité par de vrais comédiens, très inspirés » et que l'ensemble forme « une fable d'une grande richesse » qui évoque « la fin de l'enfance, le deuil d'une partie de soi, l'éveil de la sexualité, la capacité de s'ouvrir à l'autre » avec « ce qu'il faut de gravité et d'humour ».
Les revues de cinéma sont tout aussi convaincues. Dans la revue Positif, Gilles Clément donne un avis très favorable sur U, qu'il considère comme une « évocation de l’adolescence, aussi profonde que poétique et imagée » et comme un film « remarquable dans tous les compartiments de la création ». Il apprécie l'originalité du scénario, qui prend le parti de la comédie de situation plutôt que de l'aventure, et la façon dont l'intrigue « explore la psychologie individuelle d’une incroyable galerie de personnages tous profondément originaux, et dépeint des sentiments bien plus complexes que ceux qui s’annoncent au premier abord (éveil de l’amour, jalousie, abandon…) ». C'est aussi l'originalité qui le marque dans l'univers visuel, composé de « splendides aquarelles où évoluent des personnages très touchants malgré leurs physiques parfois ingrats » et dont il estime qu'il peut plaire à la fois aux enfants par ses couleurs chatoyantes et aux adultes par ses allusions subtiles à des peintres fameux ou à des classiques du cinéma. La musique, les chansons et le voix de doublage lui semblent également réussies. Dans Les Cahiers du cinéma, Elisabeth Lequeret indique que le film impressionne par « la tenue de son scénario, qui multiplie en tous sens les agencements ». Dans le magazine Première, Isabelle Daniel apprécie « une histoire universelle, poétique et intelligente », la délicatesse et la fantaisie déployées dans le traitement des thèmes abordés, ainsi que la créativité de l'ensemble.

## Box office
Au cours de sa première semaine d'exploitation en France en octobre 2006, U rassemble environ 42 900 entrées, puis un peu plus de 37 600 entrées en deuxième semaine. Vers la mi-décembre, il dépasse les 230 000 entrées. Au total, U rassemble un peu plus de 386 700 entrées au cours de son exploitation en salles en France.

## Produits dérivés

### Livre
Une adaptation du film sous la forme d'un livre illustré pour la jeunesse est publié par Serge Elissalde et Grégoire Solotareff chez L'École des loisirs, dans la collection « Albums », fin septembre 2006.

### Éditions en vidéo et bande originale du film
La bande originale du film reste inédite en CD, mais un CD de la bande originale est fourni dans une édition collector du film en deux DVD parue chez Wild Side Vidéo en octobre 2007. 